# Rivière des Aigles (vattendrag i Kanada, lat 46,88, long -73,28)
Rivière des Aigles är ett vattendrag i Kanada.   Det ligger i provinsen Québec, i den sydöstra delen av landet, 250 km nordost om huvudstaden Ottawa.
I omgivningarna runt Rivière des Aigles växer i huvudsak blandskog. Trakten runt Rivière des Aigles är nära nog obefolkad, med mindre än två invånare per kvadratkilometer.